# Cietrzew II
Cietrzew II (Birkan, Berkhan, Birckhahn, Birckhan, Birkhahn) – pruski i śląski herb szlachecki, przypisywany także rodzinie kaszubskiej.

## Opis herbu
Herb występował przynajmniej w dwóch wariantach. Opisy z wykorzystaniem zasad blazonowania, zaproponowanych przez Alfreda Znamierowskiego:
Cietrzew II (Birkan, Berkhan, Birckhahn, Birckhan, Birkhahn): W polu czerwonym cietrzew czarny na pagórku zielonym. Klejnot: nad hełmem w koronie cietrzew jak w godle. Labry być może czerwone, podbite czernią bądź złotem.
Według Bonieckiego, cietrzew w godle nie stoi na pagórku, zaś ten w klejnocie trzyma w prawej łapie kulę. Natomiast herb używany w śląskiej gałęzi rodziny miał pole błękitne.
Ponadto, na Śląsku używano wersji baronowskiej herbu, w której herb Birkhan był skwadrowany z herbem zawierającym w polu złotym palmę zieloną na takimż pagórku. Wyróżnikiem tytułu baronowskiego były dwa hełmy z klejnotami: prawy cietrzew w lewo, lewy palma. Labry na obu hełmach czerwone, podbite złotem.
Cietrzew II a (Birkan odmienny, Berkhan, Birckhahn, Birckhan, Birkhahn): W polu srebrnym cietrzew czarny z podgardlem i grzebieniem czerwonym. W klejnocie nad hełmem bez korony głowa cietrzewia z szyją. Labry czarne, podbite srebrem.
Jan Karol Dachnowski opisał podobny herb (bez klejnotu), z cietrzewiem stojącym na pagórku.

## Najwcześniejsze wzmianki
Herb w wariancie podstawowym wymieniany w herbarzach Dachnowskiego (Herbarz szlachty Prus Królewskich), Bonieckiego (Herbarz polskie, z małą odmianą), Leszczyca (Herby szlachty polskiej), oraz przez Piekosińskiego (Herold polski). Odmiany śląskie tego herbu zobaczyć można w Nowym Siebmacherze, z czego herb baronowski pochodzi z końca XVIII wieku. Wariant IIa wymieniany jest przez Dachnowskiego, Siebmachera i Piekosińskiego.

## Rodzina Birkhanów
Szlachta pruskiego pochodzenia osiadła na Śląsku w drugiej połowie XVIII wieku. Występowało na Śląsku kilka rodzin takiego nazwiska o trudnym do ustalenia stopniu pokrewieństwa. Przedstawiciele linii śląskiej to m.in.:
- Jakub Albrecht von Birkhan, major pruski, właściciel Leśnicy i Rozwadzy koło Kędzierzyna na Górnym Śląsku,
- Wilhelm Gottlieb Ernest, uzyskał w 1793 roku inkolat[3] śląski, w tym samym roku był starostą pszczyńskim,
- Karol von Birkhan z Ostromęcka otrzymał w 1786 (1787) tytuł baronowski z ubogaceniem herbu, adoptował
- Karola Fryderyka (zm. 1863).

W rękach śląskiej linii pozostawały majątki: Konotop, Pełczyn, Miłcz i Wróblewo.

## Herbowni
Birkan (Berkhan, Birkhan, Birckhan). Kaszubska rodzina Kętrzyńskich używała też przydomka Berghan (Berghahn), który jest tłumaczeniem nazwy ich herbu (Cietrzew) na niemiecki. Z tego też powodu, herb Cietrzew II przypisywano także Kętrzyńskim.